# Gueutteville-les-Grès
Gueutteville-les-Grès és un municipi francès situat al departament del Sena Marítim i a la regió de Normandia. L'any 2007 tenia 344 habitants.

## Demografia

### Població
El 2007 la població de fet de Gueutteville-les-Grès era de 344 persones. Hi havia 146 famílies de les quals 32 eren unipersonals (8 homes vivint sols i 24 dones vivint soles), 57 parelles sense fills, 45 parelles amb fills i 12 famílies monoparentals amb fills.
La població ha evolucionat segons el següent gràfic:
Habitants censats

### Habitatges
El 2007 hi havia 214 habitatges, 145 eren l'habitatge principal de la família, 64 eren segones residències i 5 estaven desocupats. Tots els 213 habitatges eren cases. Dels 145 habitatges principals, 117 estaven ocupats pels seus propietaris, 25 estaven llogats i ocupats pels llogaters i 2 estaven cedits a títol gratuït; 9 tenien dues cambres, 26 en tenien tres, 41 en tenien quatre i 68 en tenien cinc o més. 119 habitatges disposaven pel capbaix d'una plaça de pàrquing. A 58 habitatges hi havia un automòbil i a 67 n'hi havia dos o més.

### Piràmide de població
La piràmide de població per edats i sexe el 2009 era:
| Homes | Edats   | Dones |
| ----- | ------- | ----- |
| 0     | 95 o +  | 0     |
| 0     | 90 a 94 | 0     |
| 0     | 85 a 89 | 0     |
| 0     | 80 a 84 | 4     |
| 4     | 75 a 79 | 8     |
| 8     | 70 a 74 | 4     |
| 20    | 65 a 69 | 16    |
| 0     | 60 a 64 | 16    |
| 0     | 55 a 59 | 8     |
| 12    | 50 a 54 | 8     |
| 24    | 45 a 49 | 12    |
| 12    | 40 a 44 | 4     |
| 8     | 35 a 39 | 16    |
| 8     | 30 a 34 | 8     |
| 8     | 25 a 29 | 8     |
| 4     | 20 a 24 | 4     |
| 16    | 15 a 19 | 12    |
| 4     | 10 a 14 | 12    |
| 4     | 5 a 9   | 4     |
| 4     | 0 a 4   | 0     |

## Economia
El 2007 la població en edat de treballar era de 225 persones, 149 eren actives i 76 eren inactives. De les 149 persones actives 134 estaven ocupades (76 homes i 58 dones) i 15 estaven aturades (6 homes i 9 dones). De les 76 persones inactives 29 estaven jubilades, 16 estaven estudiant i 31 estaven classificades com a «altres inactius».

### Ingressos
El 2009 a Gueutteville-les-Grès hi havia 149 unitats fiscals que integraven 362 persones, la mediana anual d'ingressos fiscals per persona era de 18.432 €.

### Activitats econòmiques
Dels 9 establiments que hi havia el 2007, 1 era d'una empresa de fabricació d'altres productes industrials, 3 d'empreses de comerç i reparació d'automòbils, 2 d'empreses de transport, 1 d'una empresa immobiliària, 1 d'una empresa de serveis i 1 d'una empresa classificada com a «altres activitats de serveis».
L'any 2000 a Gueutteville-les-Grès hi havia 5 explotacions agrícoles.

## Equipaments sanitaris i escolars
El 2009 hi havia una escola elemental integrada dins d'un grup escolar amb les comunes properes formant una escola dispersa.

## Poblacions més properes
El següent diagrama mostra les poblacions més properes.